# 球陽
『球陽』（きゅうよう）は、1743年から1745年にかけて琉球王国の正史として編纂された歴史書である。

## 概要
本巻正巻22巻・同付巻4巻・外巻正巻3巻・同付巻1巻から成り、漢文で書かれている。『球陽』という書名は琉球処分以後に広まったもので、それ以前は『球陽記事』もしくは単に『記事』と呼ばれていた。外巻は『遺老説伝』とも呼ばれ、時に別の文献として扱われる。
書名の『球陽』は琉球の美称であり、日本国内では長崎を「崎陽」、岐阜を「岐陽」と称したのと同類であったと考えられている。
鄭秉哲・蔡宏謨・梁煌・毛如苞によって編纂され、1745年には一旦完成したが、その後も1876年まで追記が行われたとされる。正巻には歴代琉球国王の治世と政治経済・天変地異・社会風俗・外交関係などが詳細に記される一方、日本、特に薩摩藩との関係については清国との関係に配慮して付巻に記している。また、琉球王国成立以前の歴史については簡略である。